# Negrești (okręg Konstanca)
Negrești – wieś w Rumunii, w okręgu Konstanca, w gminie Cobadin. W 2011 roku liczyła 418 mieszkańców.